# 克里斯蒂安·蒂勒曼
克里斯蒂安·蒂勒曼（德語：Christian Thielemann，1959年4月1日—），德国指挥家。为现任德累斯顿国家管弦乐团首席指挥及萨尔茨堡复活节音乐节指导。

## 生平
克里斯蒂安·蒂勒曼出生于西柏林，少时在柏林汉斯·艾斯勒音乐学院学习钢琴、中提琴，并在私下向海因里希·霍尔赖泽尔学习作曲和指挥。19岁时开始职业生涯，在柏林德意志歌剧院任声乐指导，并担任卡拉扬的助手。1985年，在杜塞尔多夫莱茵德意志歌剧院出任首席指揮。1988年转到纽伦堡国家剧院，成为德国最年轻的音乐总监，他指挥的《特里斯坦与伊索尔德》大获成功。1991年，他回归柏林德意志歌剧院指挥《罗恩格林》，同时在拜鲁伊特音乐节担任巴伦博伊姆的助手。
1997至2004年、2004至2011年分别担任柏林德意志歌剧院、慕尼黑爱乐乐团音乐总监。2012年，接任德勒斯登國家管弦樂團首席指揮，并于2017年續約至2024年7月。
蒂勒曼是“新生代”指挥家里的杰出代表，常年在著名的拜鲁伊特音乐节及薩爾茨堡音樂節上担任指挥，特别与拜鲁伊特音乐节关系紧密，2000年指挥《纽伦堡的名歌手》首秀后，指导过瓦格纳的后十部乐剧，又分别于2008年、2015年被委以该音乐节的顧問與音樂總監職務。2011年，由他在薩爾茨堡音樂節上指挥的《没有影子的女人》大获好评，因而被《歌剧世界》杂志选为“年度指挥家”。
除了柏林德意志歌剧院，蒂勒曼曾在许多世界知名歌剧院指挥，如维也纳国家歌剧院、皇家歌剧院、大都会歌剧院、芝加哥抒情歌剧院等等，与维也纳爱乐乐团、柏林爱乐乐团、德累斯顿国家乐团、皇家音乐厅乐团、以色列爱乐乐团、爱乐管弦乐团等知名管弦乐团也有长期的合作。2000年10月，蒂勒曼和维也纳爱乐乐团首次合作，在金色大厅指挥了《阿尔卑斯交响曲》和《玫瑰骑士组曲》，录音由德意志留聲機公司发行。2005年7月，和維也納愛樂樂團为薩爾茨堡音樂節揭开序幕。
2019年1月1日，蒂勒曼和维也纳爱乐乐团合作，首次執掌維也納新年音樂會。2024年的维也纳新年音乐会也由蒂勒曼执棒。

## 作品

### 商業錄音
蒂勒曼和爱乐管弦乐团录制了舒曼交响曲全集、贝多芬第五和第七交响曲，和费城管弦乐团录制了瓦格纳的序曲，而和柏林德意志歌剧院他则灌录了四张唱片，包括普菲茨纳和理查·史特勞斯的序曲和前奏曲、卡爾·奧夫《布蘭詩歌》、荀白克《佩里亚斯与梅丽桑德》、贝多芬《康塔塔》，以及与托马斯·夸斯托夫录制的咏叹调等等。2003年，蒂勒曼和维也纳爱乐录制了理查·史特勞斯《英雄的生涯》。2004年5月他在維也納國家歌劇院现场录制了第一张歌剧录音——《特里斯坦与伊索尔德》。

### 影像
蒂勒曼與维也纳爱乐合作的貝多芬全本交響曲製作（2008–10年），以現場演出、錄影的方式進行，由Unitel classica出版。

## 獲獎與榮譽
- 2003年：联邦十字勋章
- 2011年：英国皇家音乐学院荣誉会员
- 2015年：莱比锡理查德·瓦格纳奖（Richard-Wagner-Preis）
- 2016年：牛津大学人文访问教授（Humanitas Visiting Professor）